# Лунг, Силвиу (1956)
Силвиу Лунг (рум. Silviu Lung; род. 9 сентября 1956, Sânmiclăuș, Сату-Маре) — румынский футбольный вратарь и тренер. Заслуженный мастер спорта Румынии.

## Игровая карьера
Родился в Мофтине, Сату-Маре.
В 1974 году дебютировал в Дивизии A за «Университатя Крайова». Он сыграл 14 сезонов за «Университатю», выиграв два чемпионских титула. В 1988 году он перешёл в столичную команду «Стяуа» и в первом же сезоне выиграл ещё один чемпионский титул. Он играл в финале Кубка европейских чемпионов 1988/89 против «Милана», где «Стяуа» уступила со счётом 0:4. Он также играл за границей, в испанской команде «Логроньес». Вернулся в «Университатю» в сезоне 1992/93 и ушёл из спорта в 1994 году.
Лунг сыграл за Румынию 76 матчей в период с 1979 по 1993 год и представлял свою страну на Евро-1984 (последнее место в группе) и чемпионате мира 1990 года, где был капитаном во всех четырёх матчах. В 1/8 финала Румыния проиграла Ирландии в серии пенальти 4:5, Лунг не отразил ни одного удара.

## Тренерская карьера
После ухода из спорта он начал тренерскую карьеру, в основном был помощником тренера или тренером вратарей в румынских клубах, а также в японском «Нагоя Грампус». В 1994 году он был главным тренером «Олимпик Касабланка», с 1995 по 1997 год возглавлял «Минерул», а в декабре 2017 года был назначен новым главным тренером команды Лиги III «Филиаши».

## Личная жизнь
У Силвиу Лунга двое сыновей, которые также стали вратарями: Тибериу, который в настоящее время является тренером вратарей, и Силвиу-младший. Оба играли за сборную Румынии.
В январе 2014 года Силвиу Лунг попал в автокатастрофу, в результате которой погиб водитель другого автомобиля. Силвиу был госпитализирован с травмами средней степени тяжести.